# Slöta kyrka
Slöta kyrka är en kyrkobyggnad som sedan 2010 tillhör Slöta-Karleby församling (tidigare Slöta församling) i Skara stift. Den ligger strax sydöst om centralorten i Falköpings kommun. 

## Historia
Slöta har varit bebott redan på bondestenåldern och i historisk tid finns präster omnämnda sedan 1417. Den medeltida kyrkan eldhärjades åtminstone fem gånger och den brändes av danska trupper 1278, 1450 och 1566. Två gånger slog blixten ner, senaste gången 1754, då klockorna kunde räddas. 

## Kyrkobyggnad
Kyrkbygget påbörjades 1787 och den gamla medeltida kyrkan revs. När den nya kyrkans torn stod klart 1794, hängdes de gamla klockorna på plats. Helt färdigbyggd blev kyrkan först 1820. Vid en om- och tillbyggnad 1857 fick kyrkan sin empirmässiga karaktär. Då uppfördes det stora rundade koret, som i sin nedre del inrymmer sakristian och vars övre del är öppen mot kyrkorummet och ger ett rikt ljus genom sin kolonnad. 
us och rymd. 

## Inventarier
- Ett fristående kalkstensaltare.
- I korabsiden finns en mosaik av konstnären Gun Setterdahl från 1960, med inspiration från mosaikerna i Ravenna.
- Dopfunten är från 1200-talet
- Predikstolen är från 1700-talet.
- I sakristian finns en gammal porträttsamling med kyrkoherdar och ett exemplar av Karl XII:s bibel.
- Lillklockan är av en senmedeltida typ som saknar inskrifter.[1]

### Orglar
- På västra läktaren finns en orgel, tillverkad 1769 av orgelbyggare Söderlind, som inköptes från Folkärna kyrka i Dalarna och fördes till Slöta på oxspann och installerades 1857. Den byggdes om till nuvarande skick med 24 stämmor 1945 av Hammarbergs Orgelbyggeri AB. Den har två manualer och pedal. Åtta av orgelns gamla stämmor ingår, varav 7 (Borduna-Okt 2) i första manualen och Princ 4 i andra manualen. Fasaden från 1769 var ljudande fram till ombyggnaden 1945, men är sedan dess stum.[2] Instrumentet är Västergötlands äldsta i bruk varande orgel.
- Nära koret finns en orgel tillverkad 1978 av Robert Gustavsson Orgelbyggeri med fem stämmor fördelade på manual och pedal.[3]

## Bilder

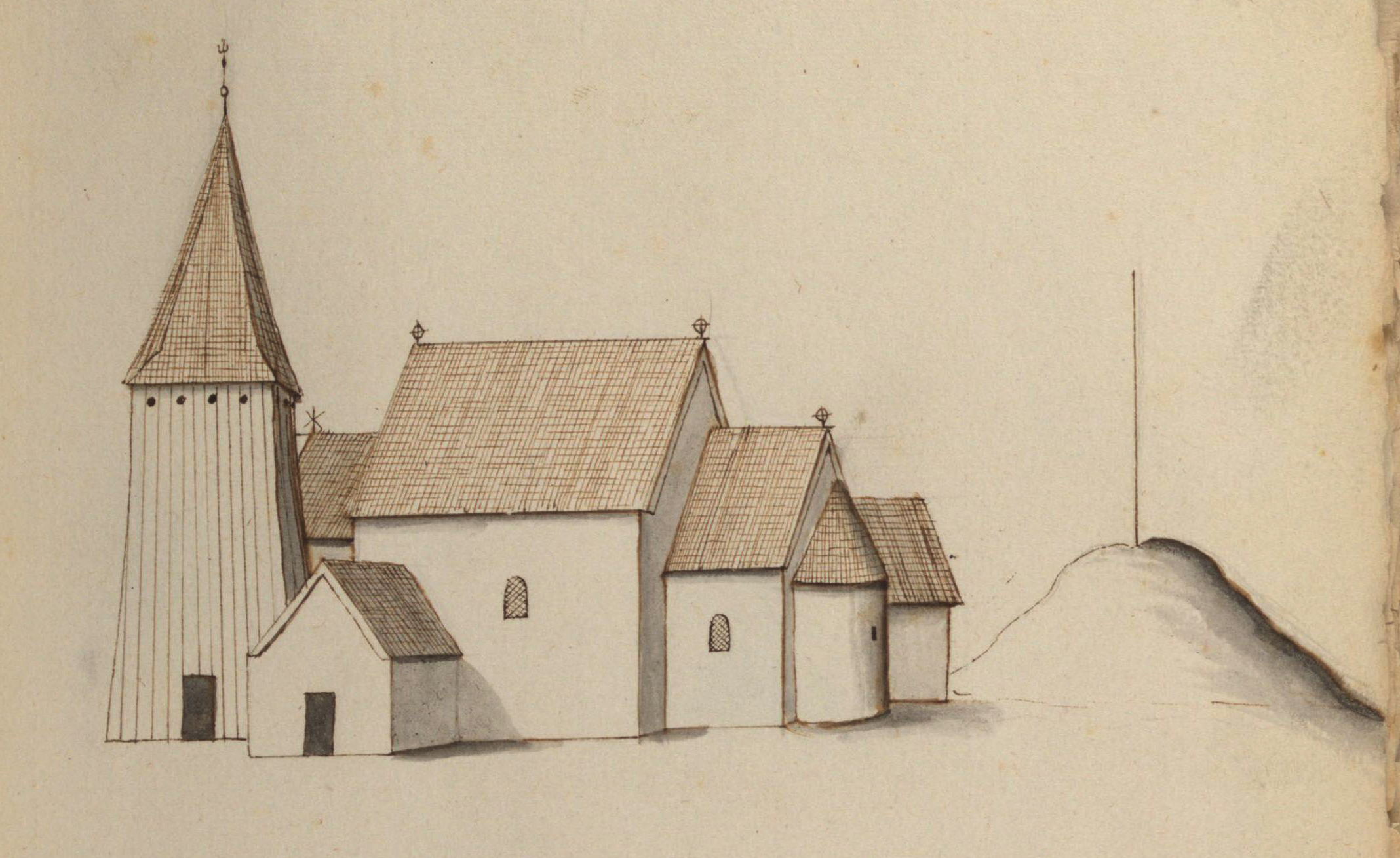
Den medeltida kyrkan på teckning omkring 1670.
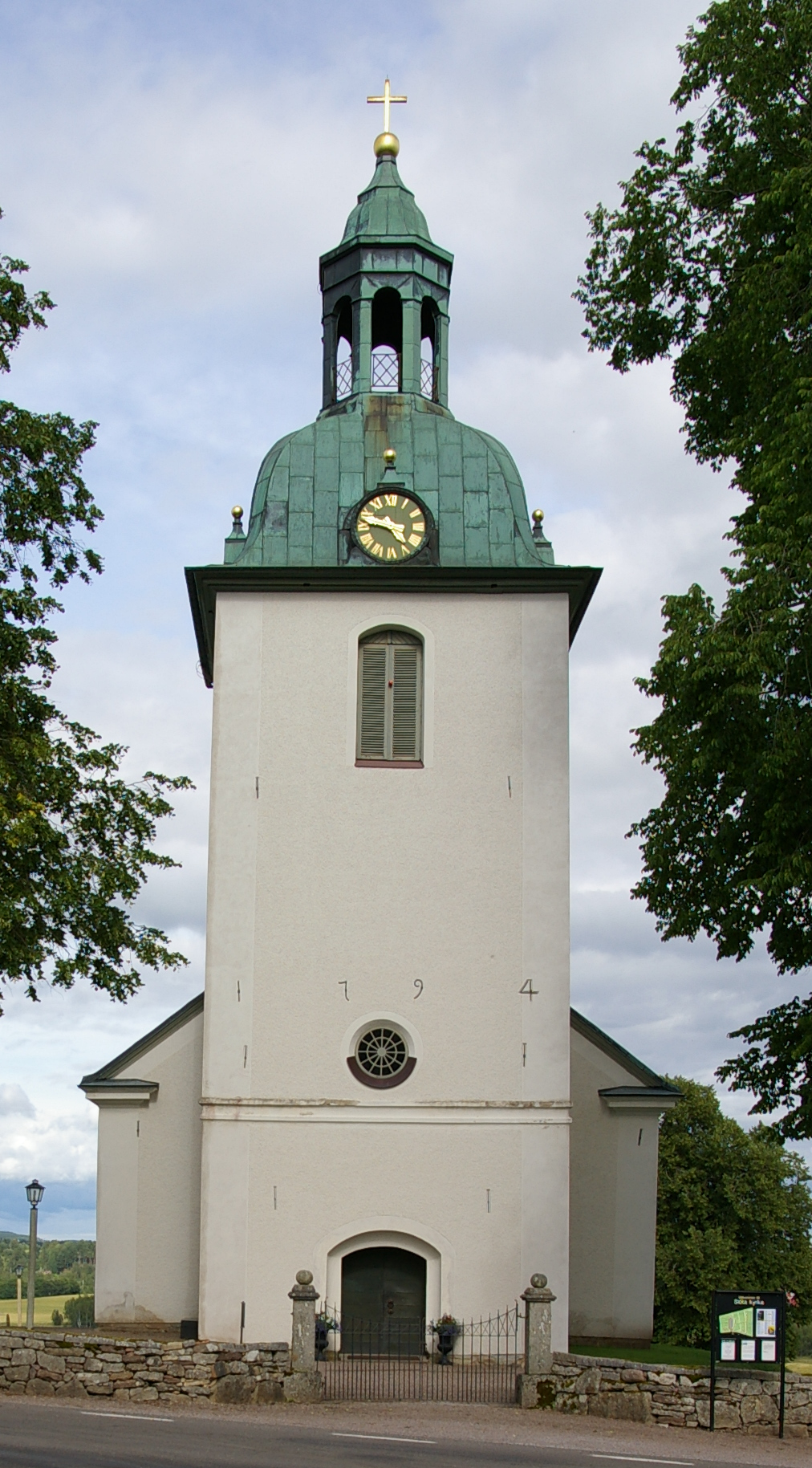
Exteriör
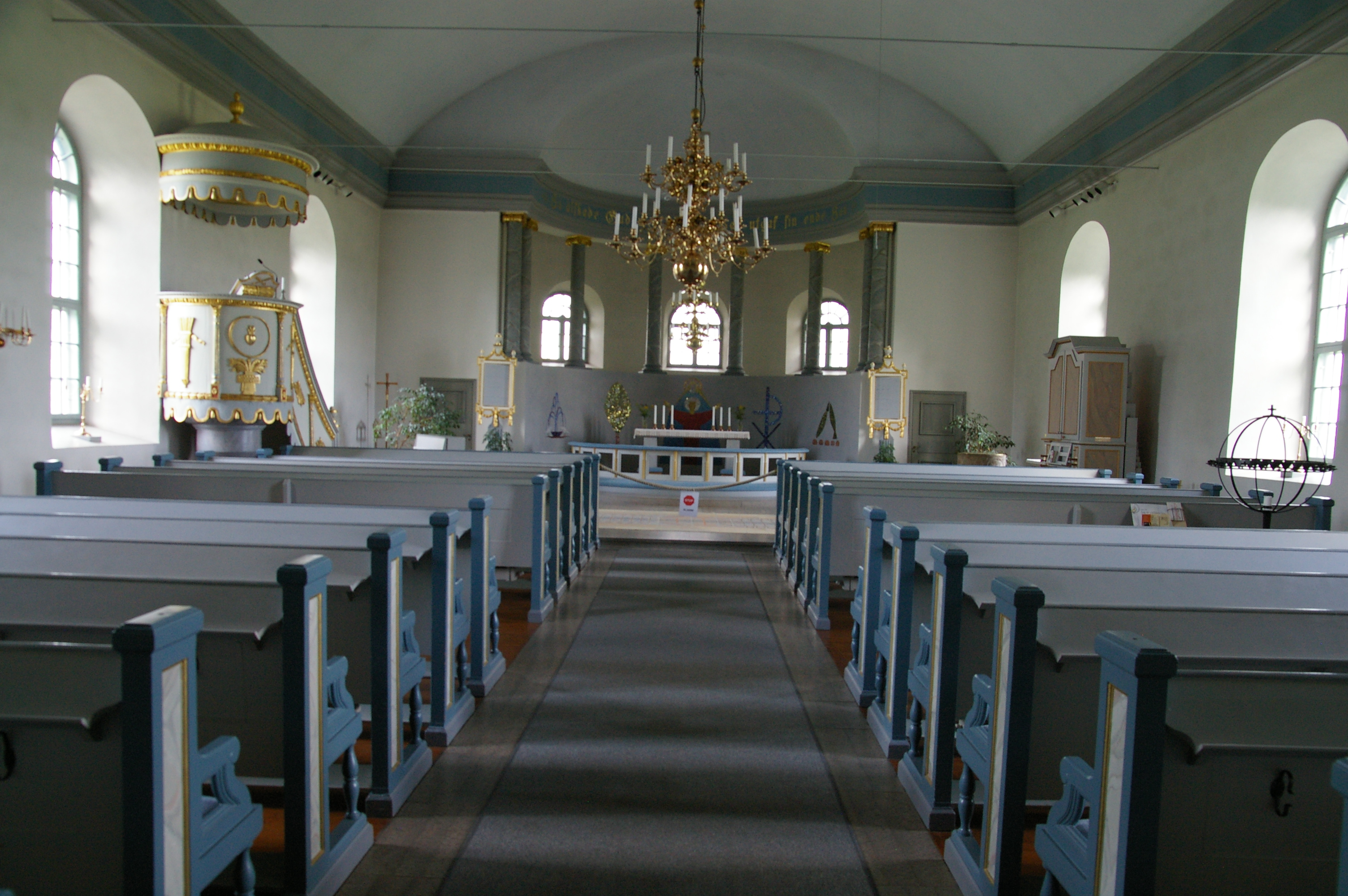
Interiör mot koret med kororgeln till höger.
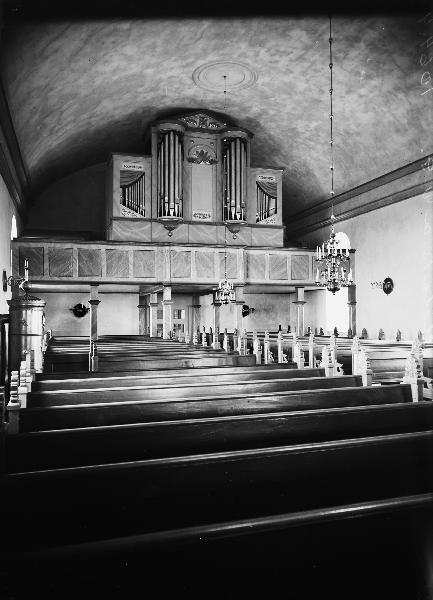
Interiör mot väster med orgelfasaden efter restaurering 1929.
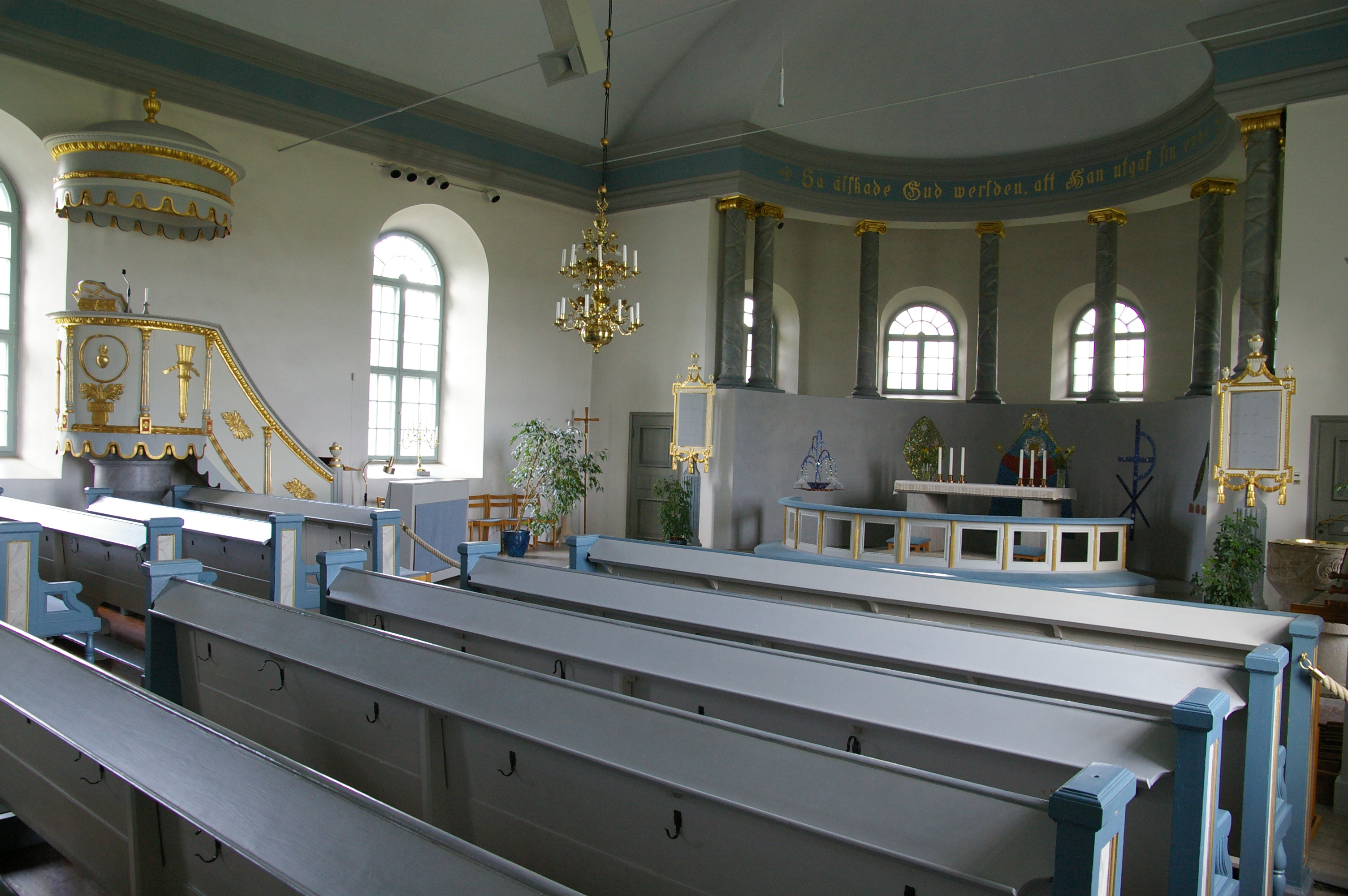
Interiör.
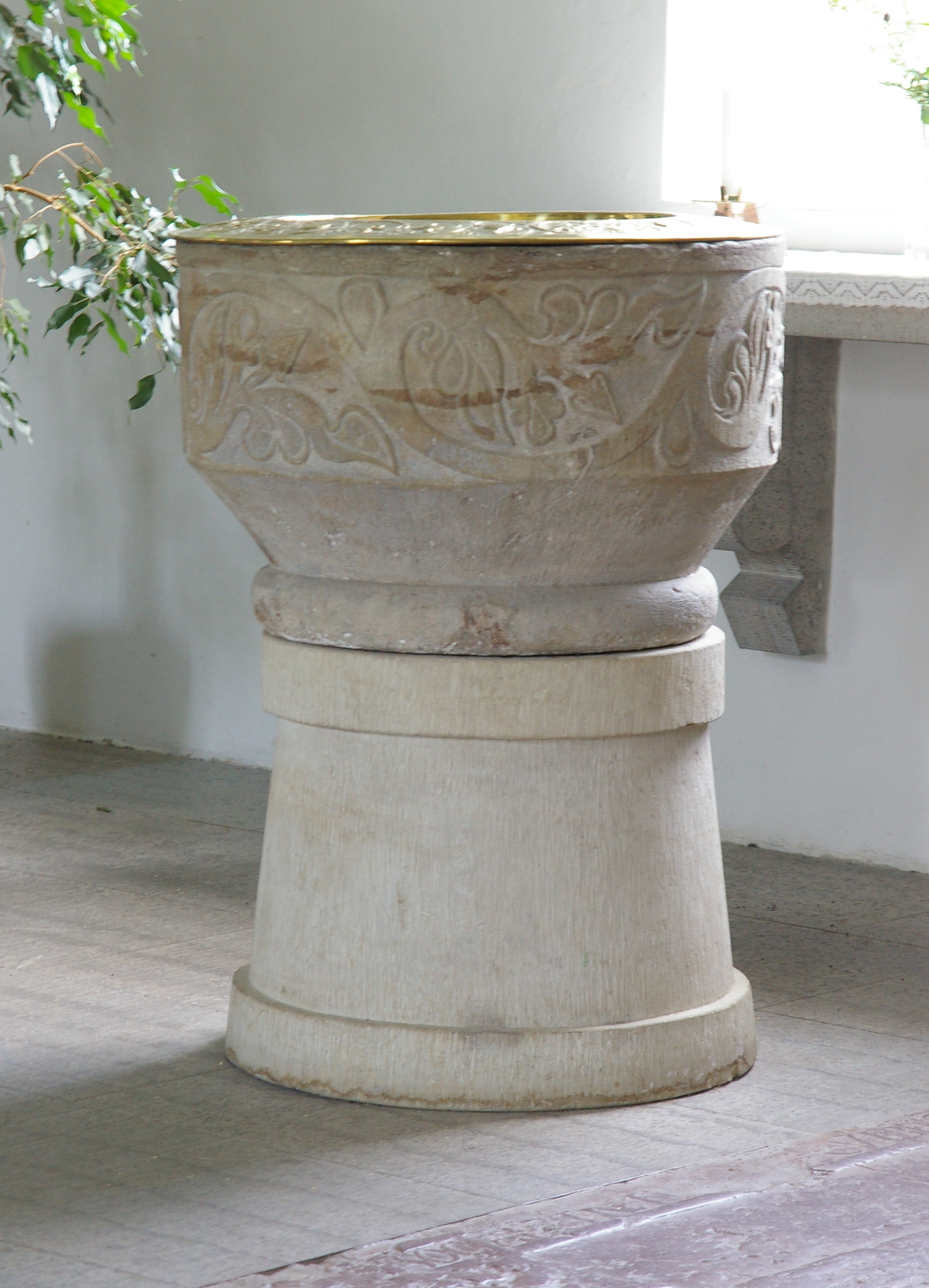
Dopfunt